# André Frey (aviateur)
Cet article concerne l'aviatieur. Pour le footballeur, voir André Frey. Pour les autres homonymes, voir Frey.
André Frey, né le 22 janvier 1886 à Tours et mort dans l'accident de son avion le 21 novembre 1912 entre Reims et Bétheny (Marne), est un pionnier français de l'aviation. 

## Biographie
Breveté le 10 juin 1910 (brevet no 91), il est un pilote réputé. Lors du meeting de Cannes de 1910, il remporte le prix de la totalisation de durée (2 h 58, 22 s) à l’aérodrome de la Napoule.
Il finit 3e dans la course Paris-Rome de 1911. En avril 1911, l'aviateur tente mais sans succès le prix d’aviation Deutsch de la Meurthe, à cause d'un dysfonctionnement de son aéroplane monoplan Morane. Classé troisième lors des éliminatoires de la Coupe Gordon Bennett, il y représente la France à Chicago en 1912 avec Émile Védrines et Maurice Prévost. Il décroche le 1er novembre 1912 le record du monde de vitesse avec un passager : 150 km parcouru en 1h07. Il se tue quelques semaines plus tard, le 21 novembre 1912, son aéroplane monoplan faisant une chute en piqué de 50 mètres de haut alors qu'il effectuait un court vol dans la Marne, entre l'aérodrome militaire de Reims et l'aérodrome de  Bétheny,
(actuelle base aérienne 112 Reims-Champagne). Il était à Reims pour devenir sapeur réserviste ou effectuer sa période militaire de sapeur réserviste. Il est inhumé au cimetière de Viroflay, en banlieue parisienne.